# Драган Ташковський
Драган Ташковський (мак. Драган Ташковски; 10 вересня 1917, Скоп'є — вересень 1980, Хвар) — македонський історик і публіцист.

## Освіта та трудове життя
Початкову та середню освіту отримав у Скоп'є. Випускник школи політичних наук у Белграді. Захистив габілітаційний документ під назвою "На шляху до етногенезу македонського народу" (Скоп'є, 12. IV.1975) і обраний на звання старшого наукового співробітника. Брав участь у Народно-визвольних військах Македонії, пізніше виконував різні соціально-політичні функції: викладач і директор Політичної школи ЦК КСМ, професор соціології на сільськогосподарському та лісовому факультеті в Скоп'є, президент Асоціації філологів та соціологів СР Македонія, президент виконавчого комітету президентства Центрального комітету СКМ з питань ідеологічної та політичної підготовки організацій та членів СКМ, директор Інституту соціологічних та політико-правових досліджень у Скоп'є. У своїй книзі «Про македонську націю» 1976 року він недооцінив кількість етнічних болгар у Болгарії до 334 000, а серед її решти понад 8 мільйонів жителів 3 201 720 були «македонцями», 2 050 000 були «фракійцями», 1 120 000 були «турками». , 480 000 циган і так далі.

## Опубліковані твори
- Народження македонської нації, Скоп'є, 1967
- Для македонської нації (Наша книга 1976)
- Назустріч етногенезу македонського народу
- Македонія крізь століття (Наша книга, 1985)
- Коріння великоболгарського націоналізму та Сан-Стефанської Болгарії
- Цар Самуїл
- Повстання Карпоша
- Назустріч богомильському рухові
- Богомільство та його значення